# Trentepohlia (Trentepohlia) abronia
Trentepohlia (Trentepohlia) abronia is een tweevleugelige uit de familie steltmuggen (Limoniidae). De soort komt voor in het Australaziatisch gebied.